# Ликовский метромост
Ли́ковский метромо́ст — состоящий из 22 пролётов, стоящих на 23 опорах стальной мост балочной конструкции, проходящий через реку Ликова́ рядом с деревнями Ликова, Пыхтино и Шельбутово Поселения Внуковское Новомосковского административного округа Москвы. Строительство было начато в конце 2019 — начале 2020 года. Открыт 6 сентября 2023 года в составе пускового участка Солнцевской линии Московского метрополитена «Пыхтино» — «Аэропорт Внуково». Является 12-м метромостом столичного метрополитена. Протяжённость моста — 462 метра.